# (342620) Beita
(342620) Beita est un astéroïde de la ceinture principale.

## Description
Il fut découvert le 25 octobre 2008 à La Cañada par Juan Lacruz. Il présente une orbite caractérisée par un demi-grand axe de 3,19 UA, une excentricité de 0,20 et une inclinaison de 7,0° par rapport à l'écliptique.